# Maurice Mottard

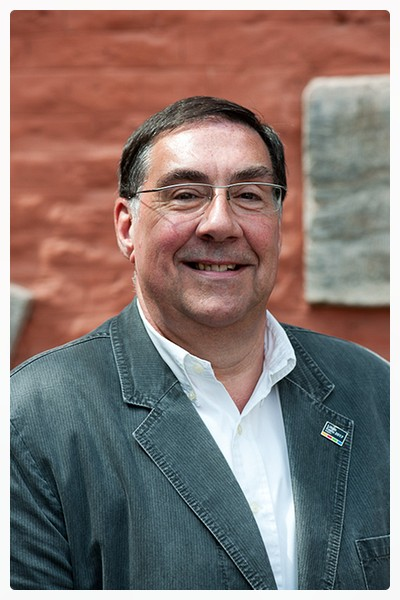
Maurice Mottard.

Maurice Mottard (Ougrée, 2 augustus 1951) is een Belgisch politicus, die tot 2021 lid was van de PS.

## Levensloop
Hij is de zoon van Gilbert Mottard, de laatste burgemeester van Hollogne-aux-Pierres en van 1971 tot 1990 gouverneur van de provincie Luik. Mottard groeide op in een familie die al lang betrokken was bij de socialistische beweging. Beroepshalve werd hij bankier. 
In oktober 1982 werd hij verkozen tot gemeenteraadslid van Grâce-Hollogne en vanaf 1983 was hij schepen onder burgemeester Alain Van der Biest. Mottard bleef schepen tot in 1994 en sinds 1995 is hij burgemeester van de gemeente als opvolger van Alain Van der Biest. Toen hij burgemeester werd, stopte Mottard als bankier. Van 2014 tot 2018 was hij titelvoerend burgemeester.
Als burgemeester werd hij betrokken bij verschillende zaken. Zo werd zijn voorganger Van der Biest gearresteerd door het gerecht als mogelijke opdrachtgever van de moord op PS-kopstuk André Cools. Ook werden in zijn gemeente Julie Lejeune en Mélissa Russo ontvoerd door Marc Dutroux.
Hoewel Mottard erg populair was in zijn gemeente, ambieerde hij lange tijd geen parlementair mandaat. In 1991 was hij wel kandidaat om in de Belgische Senaat te zetelen, maar werd niet verkozen. Bij de regionale verkiezingen van 2009 stond hij als opvolger op de PS-lijst voor het Waals Parlement en het Parlement van de Franse Gemeenschap in het arrondissement Luik. In 2010 kwam hij in de parlementen als vervanger van toenmalig federaal minister van Pensioenen Michel Daerden. Toen Daerden na het einde van zijn ambt in 2011 terug naar het Waals Parlement kwam, moest Mottard de parlementen terug verlaten. In september 2012 werd hij opnieuw lid van beide parlementen na het overlijden van Michel Daerden. Hij werd er lid van de Commissies Milieu en Mobiliteit. In 2014 werd Mottard herkozen. Bij de Waalse verkiezingen van 2019 stelde hij zich geen kandidaat meer.
Bij de gemeenteraadsverkiezingen van 2018 bleef de PS de grootste partij in Grâce-Hollogne, maar door interne twisten tussen de strekking rond Mottard en die rond eerste schepen Manuel Dony duurde het acht maanden voor een bestuursmeerderheid tot stand kwam. Nadat de PS-afdeling van Grâce-Hollogne door de aanslepende interne twisten uit elkaar viel, vormde de strekking rond Maurice Mottard in maart 2021 een nieuwe bestuursmeerderheid zonder de strekking rond Manuel Dony daarbij te betrekken. Deze besloot vervolgens naar de tuchtcommissie van de PS-federatie van het arrondissement Luik te stappen, omdat Mottard volgens hen de statuten van de partij had geschonden door een bestuursmeerderheid te vormen waarbij een deel van de partijafdeling niet werd betrokken. De tuchtcommissie oordeelde op 12 mei dat jaar dat Mottard effectief de statuten van de PS had geschonden en besliste om hem uit de partij te zetten.